# Ugia geometroides
Ugia geometroides là một loài bướm đêm trong họ Erebidae.